# Девід Лей (плавець)
Девід Лей (англ. David Leigh, 22 грудня 1956) — британський плавець.
Учасник Олімпійських Ігор 1976 року.
Призер Чемпіонату світу з водних видів спорту 1975 року.
Призер Чемпіонату Європи з водних видів спорту 1974 року.
Переможець Ігор Співдружності 1974 року.